# Anastasia Blue
Pour les articles homonymes, voir Blue.
Anastasia Blue, née le 11 juin 1980 à Anchorage, Alaska, États-Unis, morte le 19 juillet 2008 à Bremerton, Washington, était une actrice pornographique américaine.

## Biographie
Elle débute en 1999 dans le X. Elle participe à plus de 100 films comme "Blowjob Fantasies 20" ou "Whack Attack 6" pour lequel elle obtient un AVN award. En 2005, elle met fin à sa carrière pour des raisons personnelles. Elle apparait dans le film Blow en 2001 (non crédité), la scène de la soirée de Derek Foreal avec des filles.
Elle meurt d'une overdose de médicaments (Tylenol) en 2008.

## Récompenses
- 2000 : AVN Award – Best Anal Sex Scene (Video) – Whack Attack 6 (avec Lexington Steele)
- 2001 AVN Award – Best Orgasm Scene (7th Heaven)

## Filmographie sélective
- Black Bastard 2 (2003)
- California Cocksuckers 9 (1999)
- Cock Smokers 12 (1999)
- Coed Cocksuckers 16 (1999)
- College Coeds Cheerleaders (1999)
- Coming Attractions (1999)
- Dirty Black Fuckers 3 (1999)
- Down the Hatch 1 (1999)
- The Exhibitionist (1999)
- Extreme Teen (1999)
- Gangland 9 (1999)
- Hot Bods and Tail Pipe #11 (1999)
- Initiations 1 (1999/I)
- Little White Chicks and Big Black Monster Dicks 3 (1999)
- Make the Bitches Beg 5 (1999)
- A Passage Through India (1999)
- Primal Urge (1999)
- Rocks That Ass 3 (1999)
- Southern Comfort (1999)
- Submissive Little Sluts 1 (1999)
- There's Something About Jack 3 (1999)
- Unlocked (1999)
- We Go Deep 1, 2, 3, 6, 7... (1999)
- Up Your Ass 13 (1999)
- Whack Attack 6 (1999)